# Deltochilum gibbosum
Deltochilum gibbosum es una especie de escarabajo del género Deltochilum, tribu Deltochilini, familia Scarabaeidae. Fue descrita científicamente por Fabricius en 1775.
Se mantiene activa durante todos los meses del año.

## Distribución
Se distribuye por Estados Unidos, Colombia, Costa Rica, México, Nicaragua, Honduras, Brasil, Guyana y Panamá.